# 岡之原町
岡之原町（おかのはらちょう）は、鹿児島県鹿児島市の町。旧薩摩国鹿児島郡鹿児島近在岡之原村、鹿児島郡吉野村大字岡之原。郵便番号は832番地2・4は892-0876、その他は891-1201。人口は1,417人、世帯数は582世帯（2020年10月1日現在）。

## 地理
鹿児島市の北部、甲突川支流の花野川上流域に位置している。町域の北方には皆与志町、本名町、南方には花野光ヶ丘及び西伊敷、西方に皆与志町、東方に緑ケ丘町、川上町が接している。
中央を甲突川支流の花野川が南流している。

### 河川
- 花野川（甲突川支流）[7]

### 小字
小字は屋浦添、東、大畑、牧ノ口、桃木迫、馬建、上水ヶ迫、原、七ツ枝、南吹越、西吹越、東吹越、迫頭、春山、山之内、後ヶ迫、園白、井手之迫、池畑、南伏野、北伏野、宮田平、西牟田平、五反田、西牟田、宮田、八久保、堂地、宮之迫、宮地、丸岡、横畑、馬場尻、小堀、中迫、梅地ヶ迫、堀添、諏訪原、松ヶ迫、島廻、天ヶ窪、鵜飼、北中丸、南中丸、弐百地、水ヶ迫、樋之丸、仁礼木、柳ヶ丸、井手下、三百地、井手上、大広原、土善迫、小黒、前ヶ迫、上芹ヶ迫、下芹ヶ迫、川路、池田、木場田、六拾地、高塚、向小黒、下小黒、笹ヶ迫、小下ノ松、村之前、長迫、上之迫、猿籠、板ヶ迫、阿伏、小牟田、須田木、山下、熊迫、星ヶ迫、谷、広助、谷枝、五月田、前田、四ツ枝、二反田、堂下、宮下、小三山、平下、楠堀、下川原、岩下、山口、野添、正徳谷、上法山、下法山、下山下、下中迫、下後ヶ迫、鍋山、田原ヶ迫、皆房境、西迫、狩俣、柳谷、小山ヶ宇都、柿木田、枇杷首、滝ノ下、日影、下長迫、古屋敷、頭無、黒岩、東平、高重、崎平、芝畑、前山、鬼迫、枝迫、岩上、迫平、山中、下牧ノ口があったが、鹿児島市に編入されるのに伴い小字は廃止されたため、現在は行政上存在していない。

## 歴史

### 江戸時代の岡之原
岡之原という地名は江戸時代より見え、薩摩国鹿児島郡鹿児島近在のうちであった。「歴代制度巻20」によれば鹿児島近在のうちでも岡之原村は遠名に属していた。「元禄郷帳」及び「天保郷帳」には塚之原村とあり、後に岡ノ原村に改称したとされる。村高は「天保郷帳」では441石余、「三州御治世要覧」では395石余、「旧高旧領取調帳」では702石余であった。
明治4年には花野村（けのむら）が岡之原村に編入された。花野村は寛政6年の鹿児島諏訪社祭次第に「毛野」と見えるのが初見であるとされ、「歴代制度巻20」によれば鹿児島近在のうちでも花野村は遠名に属していた。村高は「郡村高辻帳」には294石余、「三州御治世要覧」には395石余であったと記述されている。

### 町村制施行以後
1889年（明治22年）4月1日に町村制が施行されたのに伴い、鹿児島郡鹿児島近在のうち吉野村、川上村、岡之原村、坂元村の区域より鹿児島郡吉野村が成立した。それまでの岡之原村は吉野村の大字「岡之原」となった。
1934年（昭和9年）8月1日には、吉野村が鹿児島郡西武田村及び中郡宇村と共に鹿児島市に編入された。同日発行の鹿児島県公報に掲載された鹿児島県告示「 鹿兒島市内大字名廢止町名改稱竝ニ區域變更」により「岡之原ヲ廢止シ其ノ區域ヲ岡之原町（オカノハラテウ）ト」することが鹿児島県知事によって許可され、吉野村の大字岡之原を廃し、その区域を以て新たに鹿児島市の町「岡之原町」が設置された。
1977年（昭和52年）7月11日に伊敷団地地区（伊敷団地周辺地区）において住居表示が実施されることとなった。7月6日に鹿児島県公報に掲載された「町の区域の設定」（鹿児島県告示）により町域の再編が実施されることとなり、岡之原町及び川上町の一部より西伊敷四丁目（一部）・西伊敷五丁目（全域）・西伊敷六丁目（全域）・西伊敷七丁目（一部）まで、緑ケ丘町が設置された。
1992年（平成4年）9月14日に花野団地地区において住居表示が実施されるのに伴い、岡之原町及び皆与志町の一部より分割され、花野光ケ丘一丁目及び花野光ケ丘二丁目が設置された。2016年（平成28年）2月1日には岡之原町の一部が花野光ヶ丘一丁目に編入された。

### 字域の変遷
| 変更後                   | 変更年             | 変更前           |
| ------------------------ | ------------------ | ---------------- |
| 岡之原村（編入）         | 明治4年            | 花野村（全域）   |
| 西伊敷四丁目（新設）     | 1977年（昭和52年） | 伊敷町（一部）   |
| 西伊敷四丁目（新設）     | 1977年（昭和52年） | 岡之原町（一部） |
| 西伊敷五丁目（新設）     | 1977年（昭和52年） | 岡之原町（一部） |
| 西伊敷六丁目（新設）     | 1977年（昭和52年） | 岡之原町（一部） |
| 西伊敷七丁目（新設）     | 1977年（昭和52年） | 岡之原町（一部） |
| 西伊敷七丁目（新設）     | 1977年（昭和52年） | 川上町（一部）   |
| 緑ケ丘町（新設）         | 1977年（昭和52年） | 岡之原町（一部） |
| 緑ケ丘町（新設）         | 1977年（昭和52年） | 川上町（一部）   |
| 花野光ヶ丘一丁目（新設） | 1992年（平成4年）  | 岡之原町（一部） |
| 花野光ヶ丘二丁目（新設） | 1992年（平成4年）  | 岡之原町（一部） |
| 花野光ヶ丘二丁目（新設） | 1992年（平成4年）  | 皆与志町（一部） |
| 花野光ヶ丘一丁目（編入） | 2016年（平成28年） | 岡之原町（一部） |

## 人口
以下の表は国勢調査による小地域集計が開始された1995年以降の人口の推移である。
| 年                 | 人口  |
| ------------------ | ----- |
| 1995年（平成7年）  | 1,741 |
| 2000年（平成12年） | 1,737 |
| 2005年（平成17年） | 1,646 |
| 2010年（平成22年） | 1,582 |
| 2015年（平成27年） | 1,547 |
| 2020年（令和2年）  | 1,417 |

## 施設

### 寺社
- 塚田池尾神社
- 諏訪神社

## 小・中学校の学区
市立小・中学校に通う場合、学区（校区）は以下の通りとなる。
| 町丁     | 番・番地 | 小学校                 | 中学校               |
| -------- | -------- | ---------------------- | -------------------- |
| 岡之原町 | 花野     | 鹿児島市立花野小学校   | 鹿児島市立緑丘中学校 |
| 岡之原町 | 5130     | 鹿児島市立西伊敷小学校 | 鹿児島市立緑丘中学校 |
| 岡之原町 | その他   | 鹿児島市立川上小学校   | 鹿児島市立緑丘中学校 |

## 交通

### 道路
主要地方道
- 鹿児島県道25号鹿児島蒲生線